# Mary Kalin Arroyo
Dr. Mary Therese Kalin-Arroyo sinh năm 1944 tại New Zealand. Cô hiện là giáo sư sinh học tại Đại học Chile. Các nghiên cứu của cô chứng tỏ miền trung Chile là một điểm nóng đa dạng sinh học.

## Tuổi trẻ
Cô đã nhận bằng Cử nhân danh dự tại Đại học Canterbury, thành phố Christchurch, New Zealand vào năm 1967. Sau đó, cô hoàn thành bằng tiến sĩ tại Đại học Botany từ UC Berkeley vào năm 1971. Năm sau, Tiến sĩ Kalin-Arroyo đã cùng với Tiến sĩ Peter Raven nghiên cứu tại Vườn Bách thảo New York.
Năm 1978, cô kết hôn với Manuel Arroyo. Sau đó, cả hai cùng với con trai của họ, chuyển đến Đại học Chile, cô trở thành phó giáo sư. Tiến sĩ Kalin-Arroyo sau này trở thành giáo sư chính thức vào năm 1984. Hiện tại, bà là giám đốc của Viện Sinh thái và Đa dạng sinh học tại Đại học Chile.

## Nghiên cứu
Tiến sĩ Kalin-Arroyo nghiên cứu sinh học sinh sản của thực vật, chủ yếu là thụ phấn ở độ cao lớn và sự phát triển của hệ thống sinh sản. Lĩnh vực nghiên cứu thứ hai của cô là địa sinh học, nơi cô đang xem xét sự phân bố của các nhà máy tầm cao. Cô đã áp dụng các nghiên cứu kết hợp của mình trên các hệ thống sinh sản của thực vật với nghiên cứu về các cộng đồng hoàn chỉnh theo hướng bảo tồn. Hơn nữa, Tiến sĩ Kalin-Arroyo cũng đã tiến hành công việc bảo tồn nơi bà đã đánh giá sự thành công của bảo tồn tại 16 khu vực được bảo vệ ở Chile. Điều này đã dẫn đến miền trung Chile được tuyên bố là một điểm nóng đa dạng sinh học,.
Một thành tựu khác của cô là đạt được thỏa thuận bảo vệ tới 68.000 mẫu Anh vĩnh viễn (25%) của lưu vực thoát nước River Condor ở Chile

## Giải thưởng
Tiến sĩ Kalin đã nhận được một số lượng lớn các danh hiệu quốc gia và quốc tế. Năm 1984, cô đã giành được học bổng John Simon Guggenheim danh tiếng. Năm 1998, bà được bầu là "Thành viên của Hiệp hội Linnean London" năm 1995 và "Thành viên tương ứng của Hiệp hội thực vật Hoa Kỳ". Năm 1996, cô nhận được bằng khen Labarca "để ghi nhận những thành tích học tập xuất sắc." Năm 1997-1999, cô được Tổng thống Chile trao tặng "Ghế tổng thống về khoa học". Năm 1998, cô được bầu là "Thành viên danh dự của Hiệp hội Hoàng gia New Zealand" cho quê hương của mình. Năm 1999, cùng với Tiến sĩ Ramon Latorre, được chọn là "Thành viên nước ngoài của Viện Hàn lâm Khoa học Hoa Kỳ", là một trong hai nhà khoa học đầu tiên ở nước nhận được vinh dự cao này. Năm 2003, cô gia nhập Viện hàn lâm Khoa học Chile với tư cách là thành viên tương ứng. Năm 2010, cô đã giành giải thưởng quốc gia về khoa học tự nhiên của Chile.

## Sách tham khảo
- Cowling, Richard M.; Rundel, Philip W.; Lamont, Bryon B.; Kalin Arroyo, Mary T.; Arianoutsou, Margarita (1996). "Plant diversity in Mediterranean-climate regions". Trends in Ecology & Evolution. Quyển 11 số 9. tr. 362–366. doi:10.1016/0169-5347(96)10044-6.
- Kalin Arroyo, Mary T. (1981). "Breeding systems and pollination biology in Leguminosae". Advances in Legume Systematics. tr. 723–769.
- Kalin Arroyo, Mary T.; Primack, Richard; Armesto, Juan (1982). "Community Studies in Pollination Ecology in the High Temperate Andes of Central Chile. I. Pollination Mechanisms and Altitudinal Variation". American Journal of Botany. Quyển 69. tr. 82–97. doi:10.1002/j.1537-2197.1982.tb13237.x. JSTOR 2442833.
- Kalin Arroyo, Mary T.; Uslar, Paulina (1993). "Breeding systems in a temperate Mediterranean-type climate montane sclerophyllous forest in central Chile". Botanical Journal of the Linnean Society. Quyển 111 số 1. tr. 83–102. doi:10.1111/j.1095-8339.1993.tb01892.x.
- Acosmium cardenasii H.S.Irwin & Arroyo
- Gentianella gilliesii (Gilg) Martic. & Arroyo
- Chaetanthera acheno-hirsuta  Arroyo et al.[7]
- Werdermannia mendocina Boelcke & Arroyo